# おこげ (映画)
『おこげ』は、1992年公開の日本映画。中島丈博原作・監督・脚本。第2回東京国際レズビアン&ゲイ映画祭にて上映。
ゲイのカップルに魅了された女性が、様々な困難を経験しながら愛の形を摸索していく。ここで言う「おこげ」とは、男性同性愛者に付きまとう女性を指す俗称（蔑称）のことである（劇中お釜に引っ付いてくるからという説明あり。近年における類義語としては腐女子がある）。公開時の文献に「日本で初めて同性愛を正面から描いた映画」と書かれたものがある。
中島丈博は2007年にも同性愛の異母姉妹とゲイの青年を中心に、彼らの30年以上に及ぶ関係を描いた全65回の昼ドラマ『麗わしき鬼』を発表した。

## 受賞
- 第17回報知映画賞 - 主演女優賞（清水美砂）、助演男優賞（村田雄浩）
- 第66回キネマ旬報ベスト・テン - 助演男優賞（村田雄浩）
- 第47回毎日映画コンクール - 助演男優賞（村田雄浩）
- 第5回日刊スポーツ映画大賞・石原裕次郎賞 - 新人賞（清水美砂）、助演男優賞（村田雄浩）
- 第14回ヨコハマ映画祭 - 助演女優賞（清水美砂）

## あらすじ
ゲイに関心をもっている女性・小夜子は、彼らの発展場として知られる海岸へ行った時、あるカップルの愛の光景を目の当たりにする。その後、とあるゲイバーで偶然本人たちと遭遇。彼らの事情を知った小夜子は、行く当てのない二人を自分のアパートに迎え入れることにした。

## 出演

### 主要人物
諸橋小夜子
演 - 清水美砂（少女時代 青木秋美）
主人公。剛と栃彦のおこげ。自身は異性愛者だが同性愛者に偏見を持っていない。明るい性格で親しみやすい人柄だが、個性的でどこか不思議な空気感を持った言動をする。
職業は声優。趣味は人形集めと画集鑑賞。料理は不得手。養母から教わらなかったり、調理時にガス火から「ボッ」と火が出るのを怖がっているのが原因。作中では赤色の服などを身に着けていることが多い。
複雑な家庭環境の下に育っている。赤ん坊の頃に養女に出され、さらに小学6年生の頃に別の養父母に引き取られた。ちなみに最初の養母から教わった『ニコニコピンピンの歌』を剛と栃彦の前で歌っており、その後彼らもそれぞれ別のシーンで歌唱している。
吉野剛（ごう）
演 - 村田雄浩
ゲイ。栃彦と付き合っている。仕事は自宅で婦人ものの服やカバンなどを製作して、それを店舗に卸している。周りの状況や人に合わせて男言葉とオネェ言葉を使い分けて生活している。
恰幅が良い見た目とは違い、優しい性格で思いやりがあり、仕事柄手先は器用。一人暮らしが長いこともあり料理が得意。母親や義姉からは「剛ちゃん」と呼ばれている。作中では黄色い服などを身に着けていることが多い。
寺崎栃彦
演 - 中原丈雄
剛の恋人。メガネと口ひげが特徴。一見普通の会社員で妻帯者だが実はゲイ。日常生活では妻や会社の人間に自身がゲイだと悟られないように気を遣って暮らしている。
ゲイ仲間からは「栃(とち)さん」と呼ばれている。剛とは違い周りの状況などに関わらず、常に男言葉で過ごしている。とある映画館で剛と出会い栃彦の方からアプローチをかけて付き合いはじめたとのこと。

### ゲイ仲間
沢良宜民雄（さわらぎ たみお）
演 - 深沢敦
ふくよかな体型のゲイ。普段は男の格好をしているが、仕事場であるニューハーフの店では女装してショーのメインを張る看板スター。源氏名はビビアン。美容と健康(作中では自身の持病や肌にいい影響をもたらしたとしている)のためにプライベートでやっていた飲尿療法を、ショーのネタとして取り上げており客にウケている。剛や栃彦たちとは、商売人と客の関係を越えて仲間意識が強く、何かと気にかけては手助けしている。
露木
演 - 竹田高利
ゲイバーのバーテンダー。冒頭では剛と栃彦や民雄たちゲイ中間で一緒に海水浴に行くなど仲がいい。作中では、「ゲイは後天的なもので育った環境や母親の愛情などが影響している」という考えを持っている。「ゲイは先天的なもの」と考える民雄と議論を交わす。
こまさん
演 - 木田三千雄
露木の店の常連で、店の奥のカウンター席が彼の特等席。客の中でも特に高齢のゲイ(作中ではもうすぐ80歳に手が届くと言われている)。これまでの長い人生で培った経験や知識などから剛たちに助言している。また年は取っているが恋愛に関しても現役で「この歳になっても男に飽きが来ない」と言っている。

### 剛の親族
吉野季野枝
演 - 千石規子
剛の母。嫁姑の関係悪化して搭一の家から飛び出して剛のマンションにやってきた。搭一によると季野枝は小さい頃から搭一より剛の方をかわいがっていたとのこと。剛がゲイであることを知って激しいショックを受ける。
搭一
演 - 長塚京三
剛の兄。調査事務所で働いている。作中では不仲な嫁姑のどちらの言い分が正しいかは不明だが、自身は徳子の肩を持っている。結婚する気がない剛の身を案じて、本人に知らせずに強引にお見合いの場を設けた。
徳子（とくこ）
演 - 丘みつ子
搭一の嫁。季野枝とは不仲で、口を開けばお互い嫌味を言い合う。季野枝によると様々な嫌がらせをしてきて、文句を言うと季野枝が食べられないような硬めのご飯を作って仕返しをする「陰険な女」とのこと。しかし季野枝たちが半ば騙し討ちのように剛に見合いをさせた時は協力している。
剛の姉
演 -
剛の姉。季野枝が入院した時に見舞いに来たが、あまり母親想いではない。徳子と仲が良く、二人して「(気遣いができて熱心に世話をしてくるため)剛がゲイで良かった」などと言っている。

### 小夜子の養父母たち
小夜子の継父
演 - チャールズ・ガーフィールド
小夜子の最初の養父。元々アメリカの新聞記者で特派員として来日。小夜子の遠い親戚である日本人女性と結婚して赤ん坊だった小夜子を養女にした。小夜子によると小学６年生の頃に育ての母が亡くなるまでは、お姫様のように大事に育てられたとのこと。
小夜子の二組目の養父
演 - ガッツ石松
小夜子の二組目の養父。小夜子が小学6年生の頃に最初の養母が亡くなったため引き取った。詳しい商品は不明だが自営業で生計を立てている。作中では寝ている小夜子にキスをしており、妻は「親子の愛情によるもの」と言っているが、小夜子にとっては嫌な思い出となっている。
小夜子の二組目の養母
演 - 渡辺えり子
小夜子の二組目の養母。小夜子とは別に数人の実子と共に暮らしている。騒がしい家庭で子供たちは小夜子にいじわるをしたり、自身も厳しく接していてあまり愛情が感じられない。

### その他の主な出演者
年上の声優
演 - 木内みどり
小夜子の声優仲間。二人の子持ち。ゲイに偏見があるかは不明だが、ゲイたちのハッテン場であることを知らずに来た海水浴場では、子供たちに「見ないふりをするの。海に入っちゃえばおんなじ」と海水浴を楽しんでいる。
同僚の声優
演 - 片桐はいり
小夜子の声優仲間。作中では同性愛にかなり偏見を持った発言をしている。小夜子について「同じ仕事してるのにあなたの気心がつかめない」と評している。
こじま父
演 - ケーシー高峰
警視庁勤務。酒好きだがなんでもちゃんぽんにして(色んな種類の酒を混ぜて)飲むのが好き。夫婦揃って明るく朗らかな性格でお喋り好き。
こじまみよこ
演 - 大川陽子
剛の見合い相手の女性。剛に「サラリーマンよりも、夫がいつも家にいてくれる方がいい」とアピールしている。清楚な雰囲気で、両親に似て明るい性格だが、後に大胆な行動を取るようになる。
寺崎弥生
演 - 根岸季衣
栃彦の妻。興信所で調べて、夫が剛と付き合っていること小夜子の部屋を借りて過ごしていることなどを突き止めて小夜子の部屋に押しかけてきた。ちなみに栃彦の会社の常務とは血縁関係で、二人の仲人をしてもらった。
韮川
演 - 尾美としのり
栃彦の会社の部下。ゲイであることを隠している栃彦の前で、ゲイに偏見を持った上司や同僚の話を面白おかしく聞いている。後に栃彦に自身の結婚披露宴の媒酌人を依頼する。
栗原元治
演 - 塩野谷正幸
いつからか露木の店に足を運ぶようになった客。剛が好意を寄せた男。栃彦と同じく口ひげを生やしている。実はノンケ(異性愛者)。元自衛官。スポーツが得意。趣味は競馬。

### その他
婦人洋品店の店長
演 - 久我美子
婦人服やカバンなどを扱う店を経営している。剛が制作した商品を仕入れて、店に並べている。
居酒屋の客
演 - ダンプ松本
居酒屋に女一人で来ていた客。ゲイの男たちと小夜子の3人でいた時に3人の関係を「二人の男に言い寄られている女」と勘違いして管を巻いている。
司会
演 - 三笑亭夢之助
韮川の結婚披露宴の司会。
真奈美
演 - 横山道代
役名不明
演 - 流山児祥、大川陽子、ドーリー、小牧彩里、林泰文、外波山文明

## スタッフ
- 製作 - イントグループ映画製作委員会
- プロデューサー - 高澤吉紀、諸美里雅史
- キャスティング - 木村智生
- 助監督 - 高坂勉
- 音楽 - EDISON
- 音楽プロデューサー - 有吉博
- 主題歌 - 白井貴子 「黄昏を越えて」
- 美術 - 猪俣邦弘
- 照明 - 渡辺康
- 録音 - 井家眞紀夫、松本隆司
- スチール - 小鮒利也
- 製作管理 - 沼尾鈞
- 殺陣 - 久世七曜会
- 現像 - 東京現像所
- 製作協力 - 松竹大船撮影所